# Харча
Харча (араб. حرشة, трансліт. ḥarša) — манний млинець, рідний для Середнього Атласу в Марокко, а також зустрічається в Алжирі.

## Підготовка
Торти готуються з тіста зробленого з маннії крупи, вершкового масла та молока або води та квашеного з розпушувачем. Тісто також може містити трохи цукру. Тісто формують у круги, а потім готують на гарячій  плоскій сковороді чи на гридлі. Використання манної крупи надає харчі розсипчасту структуру, порівнянну з кукурудзяним хлібом. У Ріфі, Марокко, замість молока можуть використовувати пахта або йогурт, розбавлений водою. З Харчі можна зробити маленькі або великі, розміром із шину вантажівки, млинці. 

## Подача
Харчу зазвичай змащують медом та маслом, а подають її з м’ятним чаєм під час сніданку або як закуску. Це також один із хлібів, споживаних під час Рамадану. Його також можна подати як бутерброд, фарширований сиром або з м'ясним конфі. Нарешті, його можна розсипати і використовувати як ніжне ліжко для рагу. 

## Варіанти
Термінологія цього хліба може відрізнятися в Марокко та Алжирі. Фахівець з агрономії Майк Сиссонс наприклад, згадує термін «мбессес» як варіант харчі. Однак «Мбессес» може натомість посилатися на солодкий пиріг, знайдений в Алжирі, який також називають Кобз Мбессес, який містить схожі, але не однакові інгредієнти.
Наприкінці XIX століття алжирські пекарі, які переїхали до Феса, Марокко, представили сорт хліба під назвою ЕЛ Кобз Ел Харча, який виготовляли шляхом посипання манної крупи хлібом перед тим, як поставити його в піч. Це явно відрізняється від і не слід плутати з Харчею, яка повністю виготовлена з манної крупи та інших інгредієнтів, таких як молоко.
У сільській глибинці Алжиру його зазвичай називають гарчая, тоді як в Кабілії переважає термін тимхарчат , а термін рагда  вживається в інших місцях Алжиру.

## Дивитися також
- Марокканська кухня
- Алжирська кухня
- Список млинців